# Eritreia nos Jogos Olímpicos de Verão de 2020
A Eritreia participa nos Jogos Olímpicos de Verão de 2020 em Tóquio. Originalmente programados para ocorrerem de 24 de julho a 9 de agosto de 2020, os Jogos foram adiados para 23 de julho a 8 de agosto de 2021, por causa da pandemia COVID-19. Será a 6ª participação da nação nos Jogos Olímpicos de Verão desde sua estreia em 2000. 

## Competidores
Abaixo está a lista do número de competidores nos Jogos.
| Esporte   | Masculino | Feminino | Total |
| --------- | --------- | -------- | ----- |
| Atletismo | 5         | 4        | 9     |
| Ciclismo  | 2         | 1        | 3     |
| Natação   | 1         | 0        | 1     |
| Total     | 8         | 5        | 13    |

## Atletismo
Atletas burundianos conquistaram marcas de entrada, seja por tempo de qualificação ou por ranking mundial, nos seguintes eventos de pista e campo (até o máximo de 3 atletas em cada evento):
- Nota– As posições para os eventos de pista são em relação à bateria do atleta
- Q = Qualificado para a próxima fase
- q = Qualificado para a próxima fase como o perdedor mais rápido ou, em eventos de campo, pela posição sem atingir o alvo para qualificação
- NR = Recorde nacional
- N/A = Fase não aplicável para o evento
- Bye = Atleta não precisou disputar aquela fase

Eventos de pista e estrada
Masculino
| Atleta               | Evento                | Eliminatória | Eliminatória | Final     | Final   |
| Atleta               | Evento                | Resultado    | Posição      | Resultado | Posição |
| -------------------- | --------------------- | ------------ | ------------ | --------- | ------- |
| Yohanes Ghebregergis | Maratona              | —            | —            |           |         |
| Yemane Haileselassie | 3000 m com obstáculos |              |              |           |         |
| Aron Kifle           | 10000 m               | —            | —            |           |         |
| Goitom Kifle         | Maratona              | —            | —            |           |         |
| Oqbe Kibrom Ruesom   | Maratona              | —            | —            |           |         |

Feminino
| Atleta        | Evento   | Eliminatória | Eliminatória | Final     | Final   |
| Atleta        | Evento   | Resultado    | Posição      | Resultado | Posição |
| ------------- | -------- | ------------ | ------------ | --------- | ------- |
| Rahel Daniel  | 5000 m   |              |              |           |         |
| Dolshi Tesfu  | 10000 m  | —            | —            |           |         |
| Kokob Solomon | Maratona | —            | —            |           |         |
| Nazret Weldu  | Maratona | —            | —            |           |         |

## Ciclismo

### Estrada
A Eritreia enviou uma equipe de três ciclistas (dois homens e uma mulher) para competir na corrida em estrada, em virtude de sua posição entre as melhores nações no masculino e entre as 100 melhores atletas no ranking individual feminino da UCI.
| Atleta                  | Evento                             | Tempo | Posição |
| ----------------------- | ---------------------------------- | ----- | ------- |
| Amanuel Ghebreigzabhier | Corrida em estrada masculina       |       |         |
| Amanuel Ghebreigzabhier | Estrada contra o relógio masculino |       |         |
| Merhawi Kudus           | Corrida em estrada masculina       |       |         |
| Mosana Debesay          | Corrida em estrada feminina        |       |         |

## Natação
A Eritreia recebeu vagas de universalidade da FINA para enviar o nadador de melhor ranking para seu respectivo evento individual nas Olimpíadas, baseado no Ranking de Pontos da FINA de 28 de junho de 2021.
| Atleta           | Evento                 | Eliminatória | Eliminatória | Semifinal | Semifinal | Final | Final   |
| Atleta           | Evento                 | Tempo        | Posição      | Tempo     | Posição   | Tempo | Posição |
| ---------------- | ---------------------- | ------------ | ------------ | --------- | --------- | ----- | ------- |
| Daniel Christian | 200 m medley masculino |              |              |           |           |       |         |